# Acaenasuchus
Acaenasuchus (nombre que significa "cocodrilo espina") es un género extinto perteneciente al orden Suchia, endémico de lo que ahora es Norteamérica durante el período Triásico, viviendo entre hace 228-216.5 millones de años.

## Taxonomía
La especie tipo de Acaenasuchus, A. geoffreyi, fue nombrada por Long y Murry (1995) sobre la base de la armadura dérmica del Miembro Blue Mesa de la Formación Chinle en Arizona. Heckert y Lucas (1999, 2000, 2002) consideraron a Acaenasuchus como un juvenil de Desmatosuchus. Sin embargo, Irmis (2005) y Parker (2008) disputaron la sinonimia de Acaenasuchus con Desmatosuchus, señalando diferencias entre los dos en las características de los osteodermos. Marsh y col. (2020) describieron un nuevo material que demuestra que Acaenasuchus no es un aetosaurio y, en cambio, está estrechamente relacionado con los taxones no aetosaurianos Euscolosuchus y Revueltosaurus.